# Mitja Meršol
Mitja Meršol, slovenski novinar in politik, * 13. avgust 1945.
Meršol je bil član Mestnega sveta Mestne občine Ljubljana (2006-2010) kot član Liste Zorana Jankovića, nato je bil poslanec 6. državnega zbora Republike Slovenije (2011-2014) kot član Pozitivne Slovenije.